# Mullaghbane
Mullaghbane är en ort i Storbritannien.   Den ligger i riksdelen Nordirland, i den västra delen av landet, 500 km nordväst om huvudstaden London. Mullaghbane ligger 130 meter över havet och antalet invånare är 596.
Terrängen runt Mullaghbane är platt åt sydväst, men åt nordost är den kuperad. Terrängen runt Mullaghbane sluttar söderut. Runt Mullaghbane är det ganska tätbefolkat, med 60 invånare per kvadratkilometer. Närmaste större samhälle är Newry, 12,9 km nordost om Mullaghbane. Trakten runt Mullaghbane består i huvudsak av gräsmarker.